# Hypocometa hypelaina
Hypocometa hypelaina är en fjärilsart som beskrevs av Louis Beethoven Prout 1929. Hypocometa hypelaina ingår i släktet Hypocometa och familjen mätare. Inga underarter finns listade i Catalogue of Life.